# Ferrita (imant)

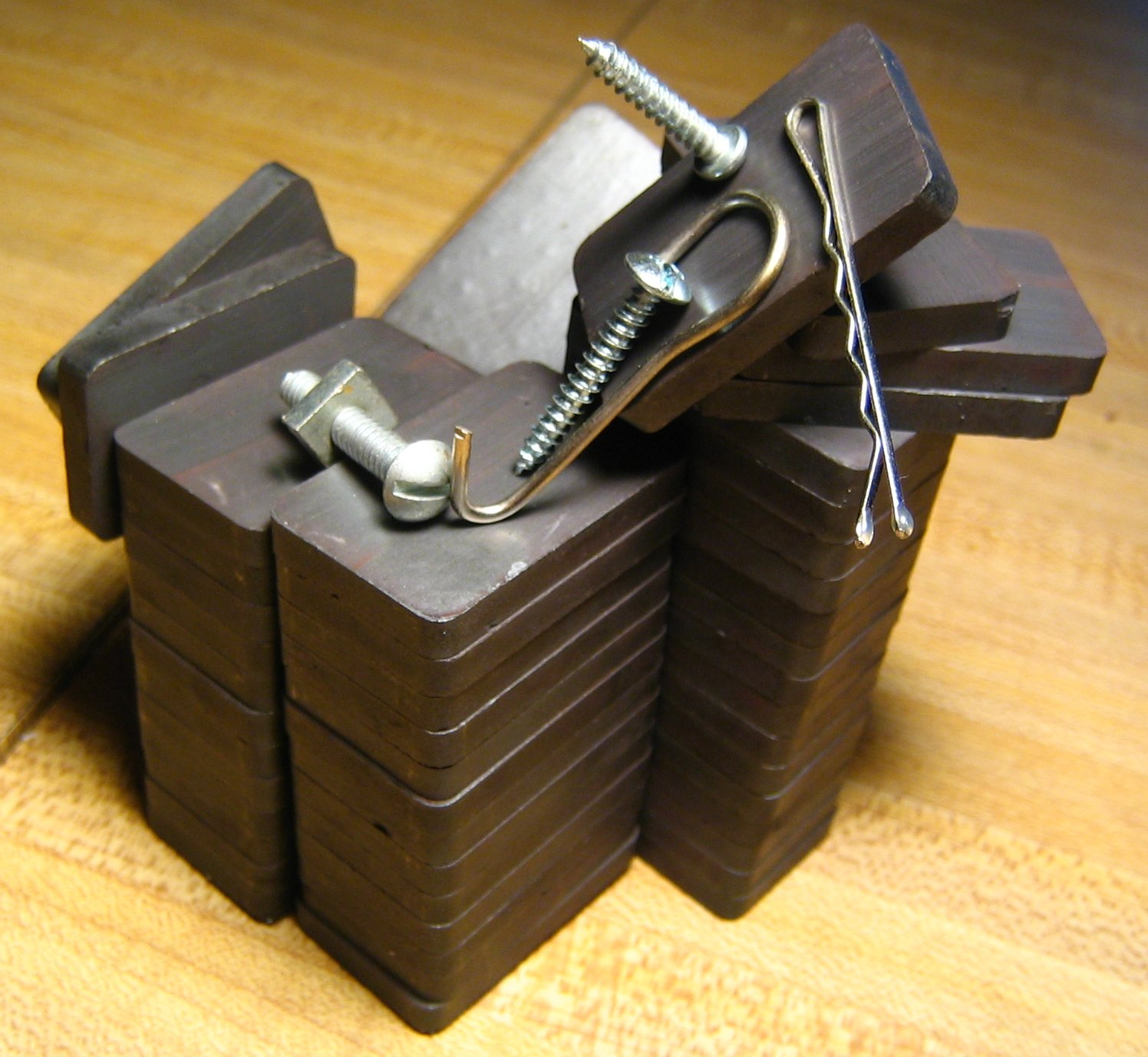
Imants de ferrita

La ferrita és un compost químic de materials de ceràmica amb òxid de ferro (III) (Fe₂O₃) com a component principal. Yogoro Kato i Takeshi Takei del Institut de Tecnologia de Tòquio van inventar la ferrita l'any 1930.

## Composició i propietats
Les ferrites normalment són compostos ceràmic que no són conductores del ferrimagnetisme, deriven de l'òxid de ferro com també ho és l'hematita (Fe₂O₃) o la magnetita (Fe₃O₄) i com també òxids d'altres metalls. Les ferrites són, com molts altres materials ceràmics, dures i fràgils.
Moltes ferrites cristal·litzen en el sistema cúbic amb la fórmula química AB₂O₄, on A i B representen diversos cations de metalls incloent el ferro Fe.
El material magnètic conegut com "ZnFe" té la fórmula ZnFe₂O₄, amb Fe3+ ocupant llocs octahèdrics i Zn2+ ocupant llocs tetraèdrics.
Algunes ferrites tenen estructura cristal·lina hexagonal, com les ferrites de bari i estronci BaFe₁₂O19 (BaO:6Fe₂O₃) i SrFe₁₂O19 (SrO:6Fe₂O₃).
En termes de les seves propietats magnètiques, les diferents ferrites sovint es classifiquen com toves ("soft") o dures ("hard"), cosa que es refereix, respectivament, a la seva baixa o alta coercitivitat magnètica:

### Ferrites toves

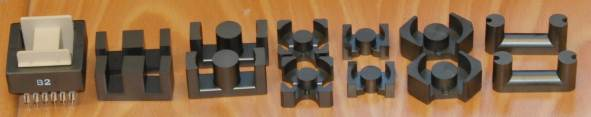
Diversos nuclis de ferrita

Les ferrites que es fan servir en transformadors o nuclis electromagnètics contenen compostos de níquel, zinc, i/o manganès. Tenen baixa coercitivitat i s'anomenen ferrites toves. La baixa coercitivitat significa que es pot canviar la direcció de la seva magnetització sense utilitzar gaire energia.
S'utilitzen ferrites com a nuclis electromagnètics per la seva alta permeabilitat magnètica i la seva baixa conductivitat elèctrica (el que ajuda a evitar els corrents de foucault).
Les ferrites toves més comunes són:
- Ferrita de manganès-zinc ferrite
- Ferrita de nickel-zinc

### Ferrites dures
Com a contrast, els imants permanents de ferrita estan fets de ferrites dures, les quals tenen alta coercitivitat i alta romanència després de la magnetització. Per a fabricar-les s'usa lòxid de ferro, el carbonat de bari o el carbonat d'estronci. La seva alta coercitivitat significa que els materials són molt resistents a desmagnetitzar-se i també condueixen bé el flux magnètic i tenen alta permeabilitat magnètica. Això els permet tenir camp magnètic més fort que el mateix ferro. ón barats i molt usats en electrodomèstics. El seu camp magnètic màxim B és d'uns 0,35 tesla i la resistència de camp magnètic H és de 30 a 160 kiloampers per metre (400 a 2000 oersteds). Els imants de ferrita tenen una densitat al voltant dels 5g/cm³.
Les ferrites dures més comunes són:
- Ferrita d'estronci, SrFe₁₂O19 (SrO·6Fe₂O₃), usada en aparells de microones i altres.[4]
- Ferrita de bari, BaFe₁₂O19 (BaO·6Fe₂O₃), usats en enregistrament magnètic com les bandes magnètiques de les targetes.
- Ferrita de cobalt, CoFe₂O₄ (CoO·Fe₂O₃).

## Producció
Les ferrites es fabriquen escalfant una mescla de precursors en forma de pols fina premsats en un motlle. Durant el procés d'escalfament es calcinen els carbonats:
MCO₃ → MO + CO₂
El producte refredat es mol en petites partícules menors de 2 µm.